# Ouf (film)
Pour plus de détails, voir Fiche technique et Distribution.
Ouf est un film français réalisé par Yann Coridian, sorti en 2013.

## Synopsis
À 41 ans, François a tout pour être heureux : une femme, deux enfants, un bel appartement.
Mais après un énième dérapage incontrôlé, suivi d'une mise au vert à l'hôpital psychiatrique, Anna, l’amour de sa vie, le met à la porte.
Ballotté entre un père qui l'infantilise, une mère psychoanalyste qui le reçoit entre deux patients et une meilleure amie au bord de la crise de nerfs, François n'a plus qu’une seule idée en tête : reconquérir Anna…

## Fiche technique
- Réalisation : Yann Coridian
- Scénario : Yann Coridian et Sophie Fillières
- Décors : Jimmy Vansteenkiste
- Costumes : Jürgen Dœring
- Photographie : Guillaume Deffontaines
- Montage : Laurence Briaud
- Son : Olivier de Nesle
- Compositeur : Lilly Wood & The Prick
- Société de distribution : MK2 Diffusion
- Langue : français
- Budget : 850 000 €
- Production : Florence Laneurie et Tonie Marshall
- Société de production : Tabo Tabo Films, Wallworks et Motek Films, en association avec les SOFICA Cinémage 6 et Cofinova 8
- Durée : 85 minutes
- Genre : comédie
- Date de sortie : 27 février 2013 (France)

## Distribution
- Éric Elmosnino : François
- Sophie Quinton : Anna
- Valeria Golino : Giovanna
- Luis Rego : le père
- Évelyne Buyle : la mère
- Anémone : Vorov
- Brigitte Sy : Herschel
- Michaël Abiteboul : le frère
- Luce : Solveig
- Suliane Brahim : Soraya
- Partha Pratim Majumder (en) : Cadress
- Jean-Louis Coulloc'h : Abdel
- Marie Denarnaud : Copine Anna
- Gustave Kervern: buse invincible
- Paul Minthe : Hugues
- Valérie Crouzet : une prof d'EPS
- Christophe Van de Velde : un prof d'EPS
- Anne Conti : Sabine
- Gaëlle Fraysse : Céline
- Christian Vantomme : Mt Cotto
- Adèle Choubard : Astrid
- Tom Hurier : le jeune voisin
- François Godart : Laborantin
- Nicolas Bourgasser : Quentin
- Thomas Debaene : jeune homme malade
- Sophie Descamps : Nicole, l'infirmière
- Judith Tribault : l'aide soignante
- Layachi Allem : Prof de judo
- Carine Bouquillon : la radiologue
- César Robillart : Nathan
- Jules Houtekins : Simon
- Timothée Tissot-Guerraz : Adrien
- Julie-Anne Roth : la patiente Off

## Distinctions

### Nominations
- Festival international du film d'Arras : inclus dans la « Carte Blanche »
- Festival international des jeunes réalisateurs de Saint-Jean-de-Luz : Nommé au Christera du meilleur Film, Christera du meilleur Réalisateur, Christera du Public et au Christera du jury des Jeunes.

### Récompense
- 2009 : film Lauréat de la Fondation Gan pour le Cinéma[1]